# Strach nad Hongkongem
Strach nad Hongkongem (též New Police Story) je hongkongsko-čínský akční film z roku 2004.

## Děj
Inspektor hongkongské policie, Chan Kwok-wing (Jackie Chan) je velice úspěšný policista. Má se ženit s překrásnou Yo Hee. Vše se pokazí, až když narazí na zločinecký gang, který vede mladý Joe, který je synem velitele policejního okrsku a pracuje ve firmě své matky. Nenávidí policisty. V karnevalových maskách vykrade Asijskou banku a vyvraždí spolu se svými přáteli celý inspektorův tým. Z veleúspěšného Winga se prakticky přes noc stane opilec.
Za rok ho najde jakýsi člověk, který se jmenuje Frank Cheng Siu-fung (Nicholas Tse) a který o sobě tvrdí, že je policista číslo 1667, a že ho hlavní inspektor poslal pro Winga, že zločinci znovu zaútočili a Wing se toho případu má ujmout. Postaví inspektora znovu na nohy. Zločinecký gang se pokouší inspektora zabít. Joe osobně donese bombu na policejní stanici a dá ji inspektorově bývalé snoubence. Akce, záchrana na poslední chvíli a šťastný konec. Nakonec se dovíme i jaká je pravá identita Funga, který se za policistu pouze vydává.